# Family office
Un family office è una  società di servizi che gestisce il patrimonio di una o più famiglie facoltose agendo come centro di coordinamento per la gestione finanziaria e amministrativa delle famiglie.
I family office svolgono essenzialmente tre funzioni base: a) pianificazione e consulenza specialistica (inclusi servizi di consulenza finanziaria, fiscale, strategica e filantropica); b) gestione investimenti (inclusa l'asset allocation, la gestione del rischio, le analisi e due diligence di investimento nonché assistenza in tutte le transazioni e vendite di beni) e c) servizi di amministrazione (inclusi la gestione dei rapporti con i fornitori di servizi, la contabilità, e i servizi più propriamente relazionali fra i membri della famiglia, nella loro veste di beneficiari del patrimonio, etc). 
I family office possono svolgere i servizi per un'unica famiglia o per una collettività di famiglie (i multi-family office o Multiclient family office). Nel mondo anglosassone i multi-family office generalmente non seguono più di 12 famiglie mentre in Italia alcuni family office hanno relazioni con oltre 30 famiglie.

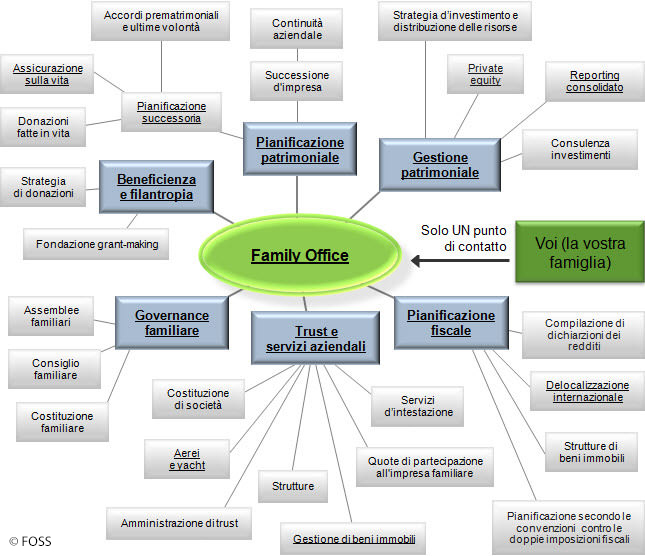
Che cosa è un family office?

I family office possono essere società indipendenti o essere emanazioni di società di gestione e Private Banking di origine bancaria, come ad esempio la Pictet o J.P. Morgan che hanno sviluppato internamente i loro family office.
I family office sono particolarmente sviluppati nel sofisticato mercato americano dove non vi sono dati “certi” ma si stima vi siano oltre 4 000 family office e si stanno sviluppando in Europa dove si stimano oltre 500 family office E non esiste una specifica o singola definizione di family office.

## I Modelli difamily office
Non esiste una codifica specifica dei family office. Si osservano 3 modelli:
- Single-family office - seguono una sola famiglia (si stima che il patrimonio necessario per sostenere i costi di un family office siano superiori a $ 100 milioni)
- Multifamily office – seguono più famiglie e storicamente sono nati dal minor costo per famiglia (in funzione della dimensione dei patrimoni) o dalla fusione tra single family office
- Multiclient family office, detti anche “private investment office”. Questi sono scaturiti dall'emergere di specifiche richieste dei clienti delle divisioni di Private Banking delle banche che richiedevano servizi di maggior contenuto specialisti e dedizione. Sono a tutti gli effetti estensioni dei servizi di Private e non sono legati a specifiche famiglie.

## La peculiarità italiana
In Paesi a forte predominanza di Piccole e Medie Imprese, come per esempio l'Italia, si assiste alla crescente presenza di studi associati o anche singoli professionisti, che per il forte legame fiduciario che godono nei confronti dell'imprenditore agiscono come piccole strutture di family office.

## Family officer
In alcuni casi Italiani, i multi-family office hanno aperto la propria governance alle stesse famiglie clienti muovendosi dalla assioma anglosassone di separazione della relazione tra consulente indipendente e cliente.